# Sir Bleoberis de Ganis
Sir Bleoberis è un cavaliere della Tavola Rotonda di Gannes, menzionato per la prima volta da Chrétien de Troyes. Il suo nome potrebbe derivare da un narratore del XII secolo di nome Bleheris menzionato in numerosi testi.
Figlio di Nestor, figlioccio del re Bors, fratello di Sir Blamore de Ganis e cugino di Lancillotto; come Bleoberis spiega la relazione, lui e Blamore "sono figli della sorella per il mio signore Sir Lancillotto del Lago". È padre di Nestor of the Fountain e Lord of the Castle of Gannes. A volte viene chiamato "Bleoberis of the Wilderness".
Malory menziona per la prima volta Bleoberis come portabandiera per il suo padrino nella battaglia di Bedegraine durante la prima ribellione dei re britannici contro Arthur. Ha anche partecipato alle battaglie contro i sassoni e le guerre contro Agrippe e Claudas, e ha partecipato alla ricerca del Graal.
Sebbene di solito descritto come abile e onorevole, a volte viene rappresentato come malizioso. Una volta, prima del matrimonio di King Mark con La Beale Isoud, Bleoberis entrò nella corte di Mark, chiese un regalo e, dopo averlo concesso per il bene della sua fama e il suo posto come cavaliere della Tavola Rotonda, si aiutò con Sir Segwarides 'moglie come la più bella signora a corte e partì con lei. Segwarides venne a salvare sua moglie e Bleoberis lo sconfisse.
Successivamente Tristram, che era all'epoca il suo amante, arrivò nella stessa commissione e sconfisse Bleoberis. La signora, tuttavia, fu seccata da Tristram per aver lasciato che suo marito tentasse prima il suo salvataggio e si rifiutò di tornare con Tristram, insistendo invece che Bleoberis la portò all'abbazia dove Segwarides rimase ferito. Bleoberis ha rispettato.
Un'altra volta, Lancillotto e Bleoberis si imbatterono in Lamorak e Meliagrant nel mezzo di una battaglia in cui la regina era più bella, Morgawse o Guenevere. Vedendo Lancillotto che stava per entrare nella mischia dalla parte di Meliagrant in difesa della bellezza di Guenevere, Bleoberis represse la lite con alcune parole molto sensate:
"Mio signore, Sir Launcelot, non ti ho mai visto così male come te adesso ... perché ti avverto che ho una donna, e penso che sia la più bella signora del mondo. Questa è stata una grande ragione per cui dovresti essere arrabbiato con me per tale linguaggio? "
Presumibilmente la signora che Bleoberis menziona qui è distinta dalla moglie di Segwarides, ma non impariamo mai di più su di lei.
Ha anche cercato di uccidere il figlio di Gawaine, Guinglain, nella Ford Perilous.
Bleoberis e suo fratello accusarono il re angoscia d'Irlanda, come descritto sotto Blamore. Bleoberis era castellano del castello di Ganis, probabilmente in Cornovaglia e probabilmente prende il nome dal regno del suo padrino. Attivo nei tornei e nelle avvincenti avventure nei libri di Tristram, e uno degli ospiti di Guenevere alla cena intima quando Sir Patrise fu avvelenato.
Era anche presente nella battaglia di Salisbury (la battaglia finale contro Mordred), ed era uno dei pochi sopravvissuti. All'indomani della battaglia, legò il corpo di Mordred a un cavallo e lo trascinò per il campo fino a farlo a pezzi. Sul campo di battaglia, costruì la Torre dei Morti, da cui pendeva la testa di Mordred.
Alla ricerca di Lancillotto, in seguito si imbatté in Arthur the Less (il figlio di Re Artù), che attaccò Bleoberis per sostenere Lancillotto nel conflitto tra Lancillotto e Arthur. Arthur the Less fu ucciso nella battaglia.
Aiutò Lancillotto a salvare Guenevere dal rogo e li sostenne quando furono accusati di tradimento. In seguito Bleoberis seguì Lancillotto in esilio e divenne Duca di Poitiers. Più tardi, divenne uno degli eremiti nella tomba di Artù. Si ritirò in un eremo con l'ex arcivescovo di Canterbury o con Lancillotto. Dopo la morte di Lancillotto, Bleoberis portò il suo corpo alla Guardia Gioiosa e lo seppellì. Dopo aver stabilizzato le proprie terre, lui, Blamor, Ector e Bors si recarono a Gerusalemme dove morirono il Venerdì Santo, combattendo i turchi.
In una variante del Parzival di Wolfram von Eschenbach, viene ucciso dal duca Orguelleuse di La Lande (Orilus di Lalander).